# スラッジ・メタル
スラッジ・メタル (Sludge metal) は、ドゥームメタルとハードコア・パンクを混ぜ合わせてできたエクストリームメタルの一種。単にスラッジと呼ばれることもある。

## 概要
典型的なスラッジ・メタルは、ざらざらと擦り切れたようなサウンドで、ヴォーカルはシャウトしたり、スクリームを取り入れていることが多い。また、弦楽器には強いディストーションがかかっており、テンポの鋭い転換が楽曲のコントラストを強めている。このスタイルはワシントン出身のメルヴィンズが先駆けとされているが、初期シーンを形成したその他のバンドの多くはニューオーリンズ出身である。

## 特徴
スラッジ・メタルの基本的なスタイルは、ドゥームメタルが持つゆったりとしたテンポ、重々しいリズム、そして暗く厭世的な雰囲気といった要素と、ハードコア・パンクが持つ激しさ、シャウトヴォーカル、急に挿入されるテンポの速いパートといった要素などが組み合わされたものである。ニューヨーク・タイムズは、「‘‘スラッジ‘‘というのは、初期ブラックサバスや、後期ブラック・フラッグから影響を受けたようなロックバンドのスタイルを簡潔に言い表した表現である。テンポがかなり遅く、密度が濃いサウンドから、この汚泥を意味する言葉が使われるようになった。」と書いている。 
スラッジバンドの大半は、ハードコア調の短いパッセージを含むが、基本的にはスロウテンポの楽曲を発表している (アイヘイトゴッドの「Depress」や「My Name Is God」はこのスタイルを採用している楽曲の好例である)。アイヘイトゴッドのメンバーであり、このスラッジスタイルを作り上げた人物のひとりでもあるマイク・ウィリアムスは、「スラッジという言葉は明らかに楽曲が伝える、遅さ、薄汚さ、猥雑さといったようなデカダンな雰囲気と関係がある」と述べている。一方、一曲通して速いテンポを強調するバンドもいる。
弦楽器は太いサウンドを生み出すため、ダウンチューニングされたうえ、ディストーションをたっぷりとかけられ、大量のフィードバックとともに演奏される。また、ギターソロは大抵存在しない。ドラムはドゥームメタルのスタイルで演奏されるのが普通だが、早いパートではハードコア流のDビートやツーバスが使われることもあり、スラッジサウンドの特徴でもあるブレイクダウンが用いられることもある。ヴォーカルは大抵シャウトしているか、スクリームしている。歌詞はペシミスティックなものが多く、苦悩や薬物中毒、政治的な内容や社会への怒りなどがよく採用されるテーマとなっている。
サザンロックの要素が入ることもある。アメリカ合衆国南部より現れたスラッジメタルバンドの大半は、サザンロックの影響を取り入れているが、もちろん全てのバンドがこのスタイルを踏襲しているわけではない。スラッジメタルという言葉は、ニューオーリンズや、もっと範囲を広く取るならアメリカ合衆国南部出身のバンドがプレイしているようなスタイルのみを指すのか、はたまた「世界中に存在する、ブラックフラッグやブラックサバスの影響を受けているシーンや個人が共有する概念」をも指すのかについて論争が起きたこともあった。
いわゆる“アトモスフェリック”・スラッジバンドはより実験的なアプローチを取っている。歌詞は哲学的な内容を扱っているし、サウンド面ではアンビエントミュージックのような雰囲気を持ち、激しさも減っている。
スラッジとストーナーロックにはいくつも共通項があるせいか、両者をクロスオーヴァーさせた音楽性を持つバンドもよくいる。ただし、スラッジメタルでは普通、ストーナーロックのサイケデリア要素は見受けられない。スラッジメタルのギターサウンドや政治的な歌詞はクラストコアとの類似性を指摘されることもある。 

## 歴史

### 先駆者
スラッジのパイオニアがブラックサバスやブラック・フラッグと並んで、自分たちの影響源となったバンドとしてあげているものにはレーナード・スキナード、セルティック・フロスト、Greg Ginn、トラブル、Carnivore、Saint Vitus、Gore、Righteous Pigs、アメビックスやスワンズなどがある。
初期のスラッジメタルバンドはSPK、スロッビング・グリッスル、クロームなどのインダストリアルからも影響を受けている。スラッジの始まりは、Flipper、スワンズの1984年のアルバム『Cop』やブラック・フラッグのアルバム『My War』などのスロウパンクにまでさかのぼることもできる。

### 初期のスラッジ
おそらく、最も影響力のあったバンドはワシントンから現れたメルヴィンズだろう。彼らの最初期の作品『Six Songs』(1986)と『Gluey Porch Treatments』(1987)は、史上初のスラッジメタルだとみなされることも多い。当時、メルヴィンズはワシントンのグランジシーンの中でも重要な存在であった。ワシントンのシーンから現れた重要なバンドとしては、ほかにアリス・イン・チェインズがおり、アルバム『Dirt』で初期スラッジメタルシーンに影響を与えた。また、オークランドのニューロシスも初期シーンで傑出した存在であった。
1990年代初頭、ルイジアナ(特にメタルシーンのあったニューオーリンズ)から現れた多くのバンドが、上記のような音楽から影響を取り入れてスラッジと呼ばれるようになるスタイルを確立した。1988年に結成されたアイヘイトゴッド、1989年からThe Slugsとして活動していたCrowbarや1991年に結成されたAcid Bathがこのムーヴメントを主導した。アメリカ合衆国東海岸では、1989年に結成されたBuzzoven、 1990年に結成された16や1991年に結成されていたGriefらが現れていた。
フィル・アンセルモは当時のシーンを次のように振り返っている。
あの頃のアンダーグラウンドシーンは、とにかくみんな速く、より速く、もっと速くって風潮だった。それがあの時代のルールだったんだよ。でも、メルヴィンズが最初の作品『Gluey Porch Treatments』をひっさげて現れた時、そんなルールなんか木っ端微塵になった。特に、ニューオーリンズにおいてはね。みんな遅くプレイすることに魅力を感じ始めた。それで、サバスの古い作品の再評価が進んで、他のバンドもディグったら、Saint VitusにWitchfinder Generalだろ、それにPentagramみたいなバンドを見つけたってわけ。—

### 後続のバンド
それから、スラッジメタルはアメリカ合衆国南部や東部へと広がりを見せた。
ホセ・カルロス・サントスは、イギリスのバンドIron Monkeyが1997年に出したファーストアルバムにインパクトを受け、視点が様変わりしたと書いている。
同時発生的だったのかどうかはわからないが、スラッジの水門は世界中へと開け放たれたようだ。この１０年のうちに、言及するに値するような国ならどこででも、小さなスラッジ・シーンを見つけることができるようになった—。
日本のバンドのCorruptedやアメリカのバンドDump Numbers、Lair of the MinotaurやOld Man Gloomなどが例としてあげられる。また、ジョージア州はマストドン、バロネス、ブラックタスクやKylesaなど、新しい世代のスラッジバンドを輩出する地域として著名になった。
1990年代後期になると、多くのスラッジバンドがポストロックの要素を取り入れ始める。このようなポストロックとスラッジのクロスオーヴァーを試したバンドは、1990年代初期から中期にかけてのニューロシスの実験的な音楽性から多大な影響を受けており、代表的なものにはアイシス、Cult of LunaやPelicanなどがいる。

## バンド

### トラディショナル/サザン・スラッジ
スラッジを発明したバンドと彼らに強く影響を受けたようなバンド。ワシントン出身のメルヴィンズとイングランド出身のアイアン・モンキー以外はアメリカ合衆国南部出身のバンドが大半である。
- Acid Bath[23]
- Buzzoven[24]
- Corrision of Conformity
- Crowbar
- ダウン
- アイヘイトゴッド[2]
- ハーヴェイ・ミルク[29]
- アイアン・モンキー[30]
- メルヴィンズ[31]

### ストーナー・スラッジ
ストーナーロックとスラッジメタルの特徴を組み合わせているバンド。どちらのジャンルにも属していると考えられることもある。
- Bongzilla[32]
- エレクトリック・ウィザード[33]
- ハイ・オン・ファイア[34][35]
- Kylesa[17]
- Mico de Noche[36][37]
- Red Fang[38]
- Torche[39]
- Weedeater[40]